# مادة كيميائية

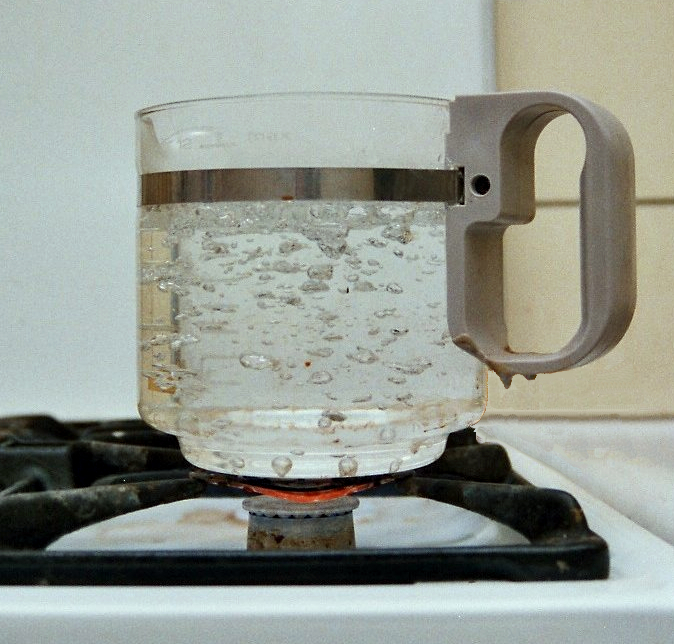
الماء والبخار صورتان مختلفتان لنفس المادة الكيميائية.

المادة الكيميائية عبارة عن مادة لها تركيب كيميائي محدد وثابت. يمكن أن تكون المادة الكيميائية نقية (عناصر أو مركبات) أو مزيج، كما أنها يمكن أن تتواجد في أطوار المادة الثلاثة (غاز أو سائل أو صلب)، كما يمكنها أن تتحول بين هذه الأطوار باختلاف الضغط ودرجة الحرارة.
أي كمية من أي مادة كيميائية يكون لها كتلة، وتشغل حيزاً من الفراغ، ولها طاقة داخلية. يعد الماء النقي من الأمثلة الشائعة عن المواد الكيميائية، حيث أن لديه نفس الخواص ونسبة الهيدروجين إلى الأكسجين نفسها وذلك بغض النظر عن منشأ العينة إن كان طبيعياً من نهر جاري أو مصطنعاً في مختبر كيميائي. أمثلة أخرى تتضمن الماس والذهب والسكر وملح الطعام.

## المادة الكيميائية النقية
المادة الكيميائية النقية هي شكل من اشكال المادة التي لها تركيب كيميائي ثابت وخصائص مميزة. المواد الكيميائية يمكن أن تكون العناصر كيميائية، والمركبات الكيميائية، والايونات أو السبائك. وغالبا ماتسمى المواد الكيميائية بالنقية وذلك لفصلهاعن الخلائط. والمثال الشائع للمادة الكيميائية هو الماء النقي، فانه له نفس الخصائص ونفس نسبة الهيدروجين إلى الأكسجين سواء كان معزولا عن النهر أو صنع في المختبر. المواد الكيميائية الأخرى التي توجد في شكل نقي هي الالماس (الكربون) والذهب وملح الجدول (كلوريد الصوديوم) والسكر المكرر (السكروز). ومع ذلك لامادة خالصة تماما ويتم تحديد النقاء الكيميائي وفقا للاستخدام المقصود من المادة الكيميائية.
وتوجد المواد الكيميائية كمواد صلبة أو سوائل أو غازات أو بلازما، ويمكن أن تتغير بين هذه المراحل من المادة مع تغييرات في درجة الحرارة أو الضغط. ويمكن الجمع بين المواد الكيميائية ارى عن طريق التفاعلات الكيميائية.
يمكن للمادة الكيميائية ان تكون عنصرا كيميائيا نقيا أو مادة كيميائية نقية.ولكن هناك استثناءات لهذا التعريف، يمكن أيضا تعريف مادة نقية على أنها شكل من اشكال المادة التي لها تكوين محدد وخصائص مميزة، موشر المواد الكيميائية الذي نشرته كاس يشمل أيضا عدة سبائك من تكوين غير موكد. يمكن العثور على تعاريف اوسع للمواد الكيمياى ية على سبيل المثال مصطلح مادة كيميائية يعني أي مادة عضوية أو غير عضوية له جزيئية معينة، أي مزيج من هذه المواد التي تحدث كليا أو جزئيا نتيجة تفاعل كيميائي أو يحدث في الطبيعة.
في الجيولوجيا تسمى المواد المركبة المعادن، في حين ان الخلطات والمجاميع للمعادن تسمى الصخور. ومع ذلك فان العديد من المعادن تذوب في محاليل صلبة، بحيث تكون الصخرة تتكون من مادة واحدة على الرغيم من كونها خليط.
المواد الكيميائية يمكن أن تشمل كلا من المواد الخالصة والمخلوطة مع مكونات محددة، وتظهر البوليمرات كخليط من الجزئيات المتعددة ويمكن اعتبار كل منها مادة كيميائية منفصلة.

## المركب الكيميائي
تنقسم المركبات الكيميائية إلى فئتين: المركبات الجزيئية والمركبات الأيونية. تشتمل المركبات الجزيئية على ذرات متصلة بواسطة روابط تساهمية، ويمكن تمثيلها بمجموعة متنوعة من الصيغ الكيميائية. تتكون المركبات الأيونية من أيونات مرتبطة بروابط أيونية، وعادة ما تكتب صيغها الجزيئية في حالة أكسدة.
تتكون المركبات الجزيئية من ذرات مرتبطة ببعضها البعض بواسطة روابط تساهمية. عندما تشترك ذرتان في الإلكترونات، تتشكل هذه الروابط. تم إنشاء مفهوم الصيغ الكيميائية لوصف العديد من خصائص المركبات الجزيئية بطريقة بسيطة. تتضمن الصيغ الكيميائية العادية عوامل مثل العناصر في الجزيء وعدد ذرات كل عنصر. يتم تمثيل العدد الذري لكل عنصر برمز منخفض، وهو رقم صغير مكتوب على الجانب الأيسر من العنصر.

## المركبات التجريبية والمركبات الجزيئية
C5H7O هي صيغة تجريبية محتملة لأنه لا يمكن تبسيط نسبة 5: 7: 1 بشكل أكبر. في هذه الحالة الخاصة، إذا كان كل جزيء يحتوي بالضبط على 5 ذرات كربون و 7 ذرات هيدروجين وذرة أكسجين واحدة، يمكن أن تكون الصيغة التجريبية أيضًا صيغة جزيئية. ومع ذلك، هناك صيغة أخرى محتملة لنفس الجزيء وهي C10H14O2 ، لأنه على الرغم من وجود 10 ذرات كربون و 14 ذرة هيدروجين و 2 ذرات أكسجين، يمكن تبسيط نسبة 10: 14: 2 إلى 5: 7: 1، مما يفسح المجال لـ نفس الصيغة التجريبية. بالإضافة إلى ذلك، C10H14O2 ليست الصيغة الوحيدة الممكنة لهذا الجزيء؛ أي صيغة يمكن تبسيطها إلى نسبة 5: 7: 1 بنفس النسبة النسبية لهذه الذرات هي صيغة ممكنة لهذا الجزيء. عندما يتم توفير معلومات كافية، يمكن التحقق من الصيغة التجريبية والصيغة الجزيئية كميا.
تمت كتابة الصيغة البنائية للإشارة إلى تفاصيل الترابط بين الذرات الفردية. وبشكل أكثر تحديدًا، يصف أنواع الروابط الموجودة، والذرات الموجودة بين هذه الروابط، وتسلسل الترابط للذرات في الجزيء. يتم تمثيل الروابط التساهمية بالخطوط. يمثل الخط الفردي رابطة واحدة، ويمثل الخطان رابطة مزدوجة، ويمثل الخطان الثلاثة رابطة ثلاثية، وهكذا. تحدث الرابطة التساهمية المفردة عندما يتشارك إلكترونان بين الذرات، ويحدث التكرار عند مشاركة أربعة إلكترونات بين ذرتين، وهكذا. بهذا المعنى، كلما زاد عدد الروابط، زادت قوة الرابطة بين ذرتين.
الصيغ الهيكلية المكثفة هي طريقة أقل رسومية للتعبير عن نفس الخصائص الموضحة بواسطة الصيغ الهيكلية. في هذا النوع من المعادلات، يُكتب الجزيء كصيغة فرعية، لكنه يشير إلى مكان حدوث الترابط.